# If Stockholm Open 2002
If Stockholm Open 2002 — тенісний турнір, що проходив на кортах з твердим покриттям у місті Стокгольм, Швеція з 21 жовтня . Належав до категорії ATP International Series.

## Фінальна частина

### Одиночний розряд
Парадорн Шрічапхан —  Марсело Ріос 6–7(2–7), 6–0, 6–3, 6–2

### Парний розряд
Вейн Блек /  Кевін Ульєтт —  Вейн Артурс /  Пол Генлі 6–4, 2–6, 7–6(7–4)